# Championnat d'Espagne masculin de handball 2011-2012
Navigation
Liga ASOBAL 2010-2011 Liga ASOBAL 2012-2013
Le Championnat d'Espagne masculin de handball 2011-2012 est la 52e édition de la Liga ASOBAL, la première division espagnole de handball, au cours de laquelle le FC Barcelone défend son titre.
Le titre de champion est attribué au premier du classement d'un championnat disputé sous la forme de matchs aller et retour et opposant seize équipes. Barcelone, qui ne concède qu'une seule défaite et remporte l'ensemble de ses autres rencontres remporte son dix-neuvième titre de champion d'Espagne. L'Atlético de Madrid doit se contenter de la deuxième place, de la Coupe du Roi, de la Supercoupe d'Espagne et de la finale de la Ligue des champions.
Néanmoins, la crise économique de 2008 a fortement touché les clubs espagnols dont plusieurs rencontrent d'importantes difficultés financières, ce qui a de fortes conséquences pour la saison 2012-2013.

## Classement final
Le classement final est :
|    | Équipe                 | Pts | J  | G  | N | P  | Bp   | Bc  | Diff |
| -- | ---------------------- | --- | -- | -- | - | -- | ---- | --- | ---- |
| 1  | FC Barcelone T A       | 58  | 30 | 29 | 0 | 1  | 1012 | 752 | 260  |
| 2  | Atlético de Madrid S C | 57  | 30 | 28 | 1 | 1  | 1047 | 771 | 276  |
| 3  | Ademar León            | 44  | 30 | 20 | 4 | 6  | 906  | 796 | 110  |
| 4  | BM Valladolid          | 43  | 30 | 20 | 3 | 7  | 855  | 779 | 76   |
| 5  | BM Aragón              | 32  | 30 | 16 | 0 | 14 | 882  | 861 | 21   |
| 6  | BM Ciudad Encantada    | 31  | 30 | 15 | 1 | 14 | 808  | 874 | -66  |
| 7  | Naturhouse La Rioja    | 29  | 30 | 12 | 5 | 13 | 845  | 862 | -17  |
| 8  | BM Granollers          | 26  | 30 | 12 | 2 | 16 | 844  | 867 | -23  |
| 9  | CBM Torrevieja         | 26  | 30 | 10 | 6 | 14 | 785  | 802 | -17  |
| 10 | Portland San Antonio   | 24  | 30 | 10 | 4 | 16 | 864  | 888 | -24  |
| 11 | BM HuescaP             | 22  | 30 | 9  | 4 | 17 | 827  | 914 | -87  |
| 12 | Helvetia AnaitasunaP   | 22  | 30 | 8  | 6 | 16 | 781  | 881 | -100 |
| 13 | SD OctavioP            | 20  | 30 | 7  | 6 | 17 | 800  | 893 | -93  |
| 14 | Quabit BM Guadalajara  | 18  | 30 | 7  | 4 | 19 | 787  | 871 | -84  |
| 15 | Maygar BM Antequera    | 17  | 30 | 7  | 3 | 20 | 783  | 892 | -109 |
| 16 | Alser Puerto Sagunto   | 11  | 30 | 3  | 5 | 22 | 758  | 881 | -123 |

|   | Qualification pour la Ligue des champions |
|   | Qualification pour la coupe de l'EHF      |
|   | Relégation en Division 2                  |
|   | Relégation administrative en Division 2   |
| T | Tenant du titre                           |
| C | Vainqueur de la Coupe du Roi              |
| A | Vainqueur de la Coupe ASOBAL              |
| S | Vainqueur de la Supercoupe d'Espagne      |
| P | Promu de Division 2 en début de saison    |

## Difficultés financières
Les difficultés financières rencontrées par les clubs espagnols ont de fortes conséquences pour la saison 2012-2013 :
- le CBM Torrevieja, neuvième, renonce à la Liga Asobal[3],[4] ;
- le Portland San Antonio, huitième, a également renoncé à son engagement en Liga Asobal[5],[6] ;
- le Maygar BM Antequera, relégué sportivement, n'a pas souhaité être repêché ;
- le Alser Puerto Sagunto, relégué sportivement, a été repêché ;
- pour la coupe de l'EHF, le BM Valladolid, quatrième, a renoncé à sa qualification. Le BM Ciudad Encantada n'ayant pas souhaité le remplacer, c'est finalement le Naturhouse La Rioja, septième, qui récupère la seconde place qualificative[2],[7].

## Statistiques et récompenses

### Meilleurs joueurs
L'équipe-type a été élue par les entraîneurs de la Liga ASOBAL :
| Poste               | Joueur                 | Équipe                     |
| ------------------- | ---------------------- | -------------------------- |
| Meilleur joueur     | Julen Aguinagalde      | BM Atlético de Madrid      |
| Gardien             | Daniel Šarić           | FC Barcelone               |
| Ailier gauche       | Martin Stranovsky      | Ademar León                |
| Arrière gauche      | Antonio García Robledo | Ademar León                |
| Demi-centre         | Joan Cañellas          | BM Atlético de Madrid      |
| Pivot               | Julen Aguinagalde      | BM Atlético de Madrid      |
| Arrière droit       | László Nagy            | FC Barcelone               |
| Ailier droit        | Luc Abalo              | BM Atlético de Madrid      |
| Meilleur défenseur  | Magnus Jernemyr        | FC Barcelone               |
| Meilleur espoir     | Pablo Cacheda          | Sociedad Deportiva Octavio |
| Meilleur entraîneur | Manolo Laguna          | CBM Torrevieja             |

### Meilleurs buteurs
| Rang | Joueur                        | Équipe                | Buts |
| ---- | ----------------------------- | --------------------- | ---- |
| 1    | Jorge Paván                   | BM Ciudad Encantada   | 191  |
| 2    | Kiril Lazarov                 | BM Atlético de Madrid | 156  |
| 3    | Ángel Pérez de Inestrosa (de) | BM Ciudad Encantada   | 152  |
| 4    | Siarhei Rutenka               | FC Barcelone          | 146  |
| 5    | Martin Stranovsky             | Ademar León           | 144  |
| 6    | Guillaume Joli                | BM Valladolid         | 141  |
| 7    | Marko Ćuruvija (de)           | Naturhouse La Rioja   | 137  |
| 8    | Ivan Nikčević                 | BM Valladolid         | 135  |
| 9    | Antonio García                | Ademar León           | 132  |
| 10   | Novica Rudović                | Quabit BM Guadalajara | 129  |

### Meilleurs gardiens
| Rang | Joueur                  | Équipe                     | Arrêts | Tirs |
| ---- | ----------------------- | -------------------------- | ------ | ---- |
| 1    | José Manuel Sierra      | BM Valladolid              | 406    | 1046 |
| 2    | Richard Kappelin        | BM Ciudad Encantada        | 344    | 1007 |
| 3    | Dimitrije Pejanovic     | CBM Torrevieja             | 312    | 894  |
| 4    | Javi Díaz               | Sociedad Deportiva Octavio | 302    | 1052 |
| 5    | Gonzalo Pérez de Vargas | BM Granollers              | 300    | 933  |
| 6    | Jorge Martínez          | Naturhouse La Rioja        | 294    | 832  |
| 7    | José Javier Hombrados   | BM Atlético de Madrid      | 284    | 709  |
| 8    | David Bruixola          | Alser Puerto Sagunto       | 280    | 887  |
| 9    | Jorge Gómez             | Quabit BM Guadalajara      | 275    | 756  |
| 10   | Blaz Voncina            | BM Huesca                  | 271    | 903  |

Source : Informe de Competiciones ASOBAL.